# Matteo Malucelli (pilote automobile)
Pour les articles homonymes, voir Matteo Malucelli.
Matteo Malucelli, né le 27 octobre 1984 à Forlì, dans la province de Forlì-Césène en Émilie-Romagne, est un pilote automobile italien.

## Biographie
Matteo a commencé la compétition automobile en karting à l'âge de 10 ans avant de se lancer la série Corso Federale CSAI en 1999.

De 2001 à 2002, il court dans le Championnat d'Italie de Formule Renault 2000, puis en 2003 au Ferrari Challenge Italie où il obtient 3 victoires.

L'année suivante en 2004, avec 5 victoires au compteur, il est Champion Ferrari Challenge Italie et 2e au niveau mondial.

En 2005, il devient Champion GT Italie et court également en LMES.

En 2006, on le retrouve en Internationale Open GT sur Porsche 911GT3 RSR et en championnat FIA GT, discipline qu'il court encore en 2008.

## Palmarès
- 2003 : 3 victoires au Ferrari Challenge Italie
- 2004 : Champion Ferrari Challenge Italie
  - 5 victoires
- 2005 : Champion GT Italie
  - 5 victoires
- 2014 : Vainqueur des 24 Heures de Barcelone

### Résultats aux 24 Heures du Mans
| Année | Voiture                   | Équipe                  | Équipiers                              | Classe    | Tours | Résultat (général) | Résultat (catégorie) |
| ----- | ------------------------- | ----------------------- | -------------------------------------- | --------- | ----- | ------------------ | -------------------- |
| 2005  | Ferrari 550 GTS Maranello | BMS Scuderia Italia     | Michele Bartyan / Toni Seiler          | GT1       | 60    | Abandon            | Abandon              |
| 2007  | Aston Martin DBR9         | BMS Scuderia Italia AMR | Fabio Babini / Jamie Davies            | GT1       | 336   | 11e                | 6e                   |
| 2008  | Ferrari F430 GTC          | BMS Scuderia Italia     | Fabio Babini / Paolo Ruberti           | GT2       | 318   | 22e                | 2e                   |
| 2009  | Ferrari F430 GTC          | BMS Scuderia Italia     | Fabio Babini / Paolo Ruberti           | GT2       | 327   | 19e                | 2e                   |
| 2013  | Ferrari F430 GTC          | AF Corse                | Giancarlo Fisichella / Gianmaria Bruni | GT Pro    | 311   | 21e                | 6e                   |
| 2016  | Ferrari 488 GTE           | Risi Competizione       | Giancarlo Fisichella / Toni Vilander   | LMGTE Pro | 340   | 19e                | 2e                   |